# 横島 (熊本県)
横島（よこしま）は熊本県天草市にある島である。

## 概要
ミカン、ビワなどの栽培が行われており、島外から通う生産者も存在するが、漁業は行われていない。2015年国勢調査では1世帯1人のみが居住している。水道は海底送水、電気は地上送電で供給されている。

## 交通
定期航路は存在しない。新和町・大多尾港からチャーター船を利用する必要がある。
2016年3月までは不定期運航の連絡船が存在したが、翌4月に廃止され、住民はチャーター船や自家用船を利用している。